# Buda, Texas
Buda là một thành phố thuộc quận Hays, tiểu bang Texas, Hoa Kỳ. Năm 2010, dân số của xã này là 7295 người.

## Dân số
- Dân số năm 2000: 2404 người.
- Dân số năm 2010: 7295 người.